# Georges Loinger
Georges Loinger (29. srpna 1910 Štrasburk – 28. prosince 2018 Paříž) byl účastník francouzského odboje během druhé světové války.

## Mládí a rodina
Narodil se dne 29. srpna 1910 ve Štrasburku ve Francii (tehdy součást císařského Německa) židovským rodičům Šalamounovi Loingerovi (1883–1941) a Mině Werzbergové (1886–1981). Jeho bratrancem byl Marcel Marceau a jeho neteří je izraelská zpěvačka Yardena Arazi. V roce 1925 vstoupil do sionistického hnutí mládeže Hatikvah.

## Druhá světová válka
Loinger začal bojovat proti nacistickému Německu na začátku druhé světové války, po přepadení Francie Německem byl v roce 1940 zajat. O rok později (dříve, než se prozradil jeho židovský původ – byl totiž světlovlasý a modrooký) z válečného zajateckého tábora utekl a připojil se k  ilegálnímu francouzskému odboji. Zachránil asi 350 židovských dětí, za což mu byla udělena Médaille de la Résistance (Odpor), Croix de guerre a Řád čestné legie. Židovským dětem hledal podporu a úkryt ve Francii nebo jim pomáhal uniknout z Francie do Švýcarska přes hranici, která byla až do září 1943 střežena poněkud liknavější italskou armádou; Loinger vzpomínal, že mu starší italský důstojník soukromě řekl, že Loingerovy akce schvaluje. Od konce září roku 1943 byla hranice okupována Němci a Loingerův úkol se ztížil. K úniku ohrožených dětí a jejich „transportu“ přes hranici používal například hřbitov, jenž se nacházel blízko hranice. Děti, oblečené ve smutečním oděvu, odvedl na hřbitov, kde potom pomocí hrobařova žebříku děti přelezly hřbitovní zeď a opatrně přeběhly několik metrů přes hranici do Švýcarska. Obdobně využil i fotbalové hřiště. Loinger odkopl míč směrem k hranici a děti doběhly za míčem do bezpečí. Pochopitelně toto „pašování“ dětí nebylo takto jednoduché, vše muselo být na druhé straně (ve Švýcarsku) dopředu detailně dojednáno.

## Pozdější život a vyznamenání
V srpnu 2010 Loinger oslavil 100 let.
- Byl jmenován předsedou sdružení Židovský odpor Francie (ARJF).[9]
- V březnu 2013 byl přijat Šimonem Peresem, bývalým prezidentem Izraele.[10]
- V roce 2014 mu byl udělen titul čestného občana města Štrasburk.[11]
- V červenci 2016 se stal důstojníkem Řádu za zásluhy Spolkové republiky Německo.[12]
- Byla mu udělena Médaille de la Résistance (Odpor), Croix de guerre a v roce 2005 Řád čestné legie.[13]

### Smrt
Georges Loinger zemřel v Paříži 28. prosince 2018 ve věku 108 let.